# Como (mitologia)
Na mitologia grega, Como ou Kómos (em grego Κώμος), era um Daemon ou Sátiro que personificava os festejos e orgias. Poderia ser filho de Dioniso, companheiro de Gelos, riso, eles eram dois espíritos pederastas do séquito de Dioniso, lideravam os festivais do deus, sendo que Como era o copeiro do deus. Na Mitologia Romana é considerado o Deus da alegria.

## História
Deus das festas e dos banquetes, era apresentado como um jovem vestido de branco. O seu companheiro era Momo, deus do riso. Favorito da juventude dissoluta, era representado jovem e belo, de faces coradas pelo efeito do vinho, coroado de flores, com um archote na mão direita e a esquerda apoiada numa estaca.